# Pseudolingulina
Pseudolingulina es un género de foraminífero bentónico de la subfamilia Lingulininae, de la familia Nodosariidae, de la superfamilia Nodosarioidea, del suborden Lagenina y del orden Lagenida. Su especie-tipo es Pseudolingulina advena. Su rango cronoestratigráfico abarca el Holoceno.

## Clasificación
Pseudolingulina incluye a las siguientes especies:
- Pseudolingulina advena
- Pseudolingulina bradii
- Pseudolingulina clarionensis
- Pseudolingulina compta
- Pseudolingulina gordabankensis
- Pseudolingulina kiensis
- Pseudolingulina milletti
- Pseudolingulina robusta